# Arawotya
Arawotya är ett himmelsväsen i mytologin hos Wonkamalafolket kring Lake Eyre i Australien. 
Arawotya skapade de källor som springer fram i sydvästra Australiens torra marker när han under en tid levde på jorden.